# Публій Корнелій Лентул Сципіон (консул-суффект 2 року)
Публій Корнелій Лентул Сципіон (34 рік до н. е. — після 2 року н. е.) — політичний діяч ранньої Римської імперії, консул-суффект 2 року.

## Життєпис
Походив з патриціанського роду Корнеліїв Лентулів. Син Гнея Корнелія Лентула, квестора 29 року до н. е. У другій половині 2 року н. е. став консулом-суффектом разом з Титом Квінкцієм Криспіном Валеріаном). Разом з колегою побудував водопровід. Подальша доля невідома.

## Родина
- Публій Корнелій Лентул Сципіон, консул-суффект 24 року н. е.
- Публій Корнелій Лентул, консул-суффект 27 року н. е.